# Ric Flair
Richard Morgan Fliehr (Memphis (Tennessee), 25 februari 1949), beter bekend als "The Nature Boy" Ric Flair, is een Amerikaans voormalig professioneel worstelaar die actief was in de World Championship Wrestling (WCW), World Wrestling Federation/Entertainment (WWF/WWE) en Total Nonstop Action Wrestling (TNA).
Flair is een 16-voudig World Heavyweight Champion, een record dat hij deelt met John Cena. Het leeuwendeel van zijn wereldtitels veroverde Flair als lid van de eind 2001 ter ziele gegane worstelpromotie World Championship Wrestling (WCW) en meer bepaald voor National Wrestling Alliance (NWA), dat fuseerde met WCW. De titels worden erkend door WWE, dat beide federaties destijds overnam. Flair won 'slechts' twee wereldtitels als worstelaar voor WWE en werd pas officieel recordhouder toen de federatie het WWE Championship en World Heavyweight Championship samenvoegde, wat zich voordeed in december 2013. In januari 2017 moest hij Cena naast zich dulden. Flair was in 1991 de allereerste worstelaar die het ereteken WCW Triple Crown Championship voltooide. Hij was tevens de oprichter van populaire worstelgroepen als The Four Horsemen en Evolution. Flair won de Royal Rumble in 1992, de eerste van twee Rumbles waarin de wereldtitel op het spel stond. 
Hij werd in 2008 door WWE opgenomen in zijn Hall of Fame. Flair was tot 2019 de enige worstelaar die twee keer werd gelauwerd, want ook zijn groep "The Four Horsemen" werd in 2012 aan de lijst toegevoegd. Bret Hart en Shawn Michaels evenaarden Flair zodra werd onthuld dat hun groepen The Hart Foundation en  D-Generation X zouden toetreden. Flair was al sinds de opkomst van het worstelen in de jaren '80 een prominent figuur. Flair wordt door fans, (ex-)collega's en intimi beschouwd als een van de grootste professioneel worstelaars aller tijden. Vooral zijn 40 jaar durende profcarrière wordt door velen steeds in acht genomen.
Hij is de vader van Charlotte Flair en David Flair. Zijn 25-jarige zoon Reid Flair stierf op 29 maart 2013 aan de gevolgen van een overdosis.

## Jeugdjaren
Hij werd geboren als Fred Phillips in Memphis, Tennessee als zoon van Luther en Olive Phillips. In 1950 werd Flair als tweejarige geadopteerd door Richard Reid Fliehr en Kathleen Virginia Kinsmiller en heette voortaan Richard Morgan Fliehr. Zijn adoptievader werkte als arts, terwijl zijn adoptiemoeder actrice was. Hij verhuisde met zijn nieuwe familie naar Edina (Minnesota), waar hij de Wayland Academy bezocht.
Op school was Flair erg sportief. Hij had een grote interesse in American football, atletiek en traditioneel worstelen. Flair begon als amateurworstelaar voordat hij zich inschreef bij de universiteit van Minnesota, maar stopte met studeren kort na het voltooien van zijn eerste jaar. In 1972 werkte Flair even als uitsmijter bij een club. Hij ontmoette toevallig gewichtheffer Ken Patera, die hem introduceerde bij de American Wrestling Association (AWA) en hem voorstelde aan promotor Verne Gagne. Gagne nam Flair onder zijn vleugels.

## Professioneel worstelcarrière (1972-2012)

### Beginjaren (1972-1978)

#### NWA (vanaf 1974)
In 1972 voegde Richard Morgan Fliehr zich bij de worstelpromotie van Verne Gagne, opgestart in een hangar van Gagne in de regio Minneapolis. Hij trainde onder meer samen met Gagne's zoon Greg, The Iron Sheik en dus ook aan de zijde van olympisch gewichtheffer Ken Patera. Hij nam de ringnaam Ric Flair aan, hoewel Fliehr aanvankelijk worstelde als The Black Scorpion. Hij betwistte zijn eerste officiële partij tegen George Gadaski in december 1972 nabij Rice Lake, Wisconsin. De wedstrijd eindigde in een gelijkspel (no contest) en duurde 10 minuten. Hij sloot zich in 1974 aan bij de National Wrestling Alliance (NWA). Flair won zijn eerste titel op 8 februari 1975 nadat hij Paul Jones versloeg voor het 'NWA Mid-Atlantic TV Championship'.

#### Vliegtuigcrash
Op 4 oktober 1975 was Flair betrokken bij een zwaar vliegtuigongeluk. Hij ging samen met collega's Johnny Valentine, "Mr. Wrestling" Tim Woods, toenmalig Americanfootballspeler Bob Bruggers en worstelpromotor David Crockett aan boord van een vliegtuig dat neerstortte in de buurt van Wilmington, North Carolina. Bij de crash kwam de piloot om het leven, terwijl zowel Flair als de andere inzittenden zwaargewond raakten. Hij overleefde de crash, maar zijn carrière kwam in het gedrang. Flair, die toen 26 jaar oud was, lijdt sedertdien aan chronische rugklachten. Hij kreeg te horen dat hij nooit meer zou kunnen worstelen, maar besloot niet op te geven en onderging intensieve fysiotherapie. Flair keerde een jaar na het ongeluk terug naar de ring. Het ongeluk dwong hem achteraf om zijn worstelstijl te veranderen. Als dusdanig moest hij sommige vechttechnieken laten varen.
Eind juli 1977 won Ric Flair het 'NWA United States Heavyweight Championship' mits een overwinning tegen Bobo Brazil. In navolging van deze overwinning bemachtigde Flair het kampioenschap nog vijf keer tegen tegenstanders als Ricky Steamboat, Roddy Piper, Jimmy Snuka, Greg Valentine en opnieuw diens vader Johnny Valentine.
In 1978 stuitte hij op de "originele Nature Boy" Buddy Rogers, destijds al een worstelicoon. Om zijn rivaliteit met Rogers te voeden, begon Flair zichzelf ook 'The Nature Boy' te noemen, een bijnaam die hij ondanks Rogers' status bleef houden.
Hij was vier jaar actief in Japan voor All Japan Pro Wrestling (AJPW), tussen 1974 en 1978. Voorts ging hij met NWA op tournee door het land. Hij vocht duels uit om het 'NWA World Heavyweight Championship' tegen worstelaars als Harley Race, Kerry Von Erich en had daarnaast enkele duels tegen Japanse sterkhouders als Riki Choshu en Genichiro Tenryu.

### World Championship Wrestling/National Wrestling Alliance (WCW/NWA) (1978-1991)

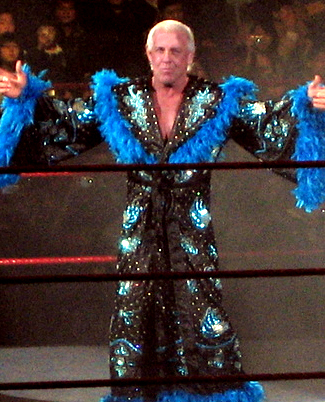
Ric Flair in 2008

#### Ontstaan van "Woooo!"
Ondanks zijn kortstondige omzwervingen in Japan zwoer Flair trouw aan NWA, dat vanaf 1988 voortging als World Championship Wrestling (WCW). Men herstelde echter de kampioenschappen van NWA in ere, waardoor ook het 'NWA World Heavyweight Championship' vooralsnog bleef bestaan. Hij maakte de samensmelting tussen WCW en NWA mee vanop de eerste rij. Flair versloeg Dusty Rhodes en won zijn eerste 'NWA World Heavyweight Championship' op 17 september 1981.
Hij groeide uit tot een steunpilaar van NWA. Flairs belangrijkste kenmerken waren zijn blonde haar, glinsterende gewaden en dure sieraden. Vervolgens ontwikkelde hij een unieke stijl door bespottend "Woooo!" te roepen tijdens een wedstrijd. Dit werd uiteindelijk zijn handelsmerk, "Woooo!" wordt nog steeds overal herhaald en Flair hoeft niet eens aanwezig te zijn. Een van Flairs worstelbewegingen was een slag tegen de borstkas (jargon: knife-edged chop). Vele worstelaars hebben Flair later gekopieerd, waarop fans steevast reageren met "Woooo!".
Een opmerkelijk record van Flair in die periode was het twee jaar onafgebroken dragen van het NWA World Heavyweight Championship, tot hij het kampioenschap op 26 juli 1986 kwijtspeelde aan Dusty Rhodes bij het evenement The Great American Bash.

#### The Four Horsemen
Begin 1985 was Ric Flair samen met het tag team van Arn Anderson en Ole Anderson het brein achter enkele gerichte aanvallen tegen Rhodes. Een paar weken later werden ze bijgestaan door Tully Blanchard, die later met Arn Anderson het tag team The Brain Busters zou vormen. Samen richtten ze een groep op, genaamd 'The Four Horsemen'. Deze heel (schurkachtige) alliantie zag het levenslicht omdat het als een formidabele kracht zou worden gebruikt tegen alle face worstelaars (fan-favorieten of 'goede' worstelaars) van NWA, met als doel hen te overtreffen en alle hoofdtitels te veroveren.
In de loop der jaren kenden 'The Four Horsemen' verschillende wijzigingen in de bezetting waarbij meerdere leden zich bij de groep voegden of ermee ophielden. Flair en Arn Anderson waren de enige twee vaste leden van de groep die steeds present tekenden. 'The Four Horsemen' werd aangevuld met worstelaars zoals Lex Luger, Barry Windham, Sting, Sid Vicious, Paul Roma, Brian Pillman, Chris Benoit, Jeff Jarrett, Steve "Mongo" McMichael, Curt Hennig, en Dean Malenko.
In 1991 deed toenmalig WCW-eigenaar Jim Herd een voorstel en vroeg Flair realiter of hij een metamorfose wilde ondergaan betreffende zijn alter ego. Herd wilde dat Flair 'Spartacus' aanvaardde als nieuwe ringnaam. Flair zag dat niet zitten en weigerde, wat Herd ertoe aanzette hem te ontslaan. Hij ontnam Flair tevens het NWA World Heavyweight Championship. Het incident leidde ertoe dat Flair in augustus 1991 tekende bij de World Wrestling Federation (WWF).

### World Wrestling Federation (WWF) (1991-1993)
Hij debuteerde in de zomer van 1991 bij WWF en verscheen aanvankelijk met het WWE World Heavyweight Championship ('Big Gold Belt'). Flair noemde zichzelf 'The Real World Heavyweight Champion' en daagde regelmatig worstelaars als Roddy Piper en Hulk Hogan uit.
Flair won zijn eerste WWF Championship op 19 januari 1992 door 29 andere worstelaars te verslaan in de traditionele Royal Rumble. Flair vestigde het record van meeste tijd gespendeerd in een Rumble, meer bepaald 59:26. Het record van Flair werd met meer dan twee minuten verbroken door Chris Benoit in 2004.  Flair veroverde zijn tweede en laatste wereldtitel voor WWF in september 1992, mits een zege tegen Randy Savage. Amper een maand later verloor hij de titelriem aan Bret Hart, wat geschiedde op 12 oktober 1992.
Aan zijn periode bij WWF kwam snel een einde, want Flair verliet de federatie reeds na twee jaar.

### Terugkeer naar WCW (1993-2001)
Na zijn korte periode bij WWF keerde Flair in februari 1993 terug naar WCW. Flair werd naar voren geschoven als het nieuwe gezicht van de federatie. Hij won opnieuw het NWA World Heavyweight Championship toen hij Barry Windham versloeg bij het evenement Beach Blast. Hij hield lang vast aan de titelriem, tot WCW in september 1993 plots de NWA verloochende en als zelfstandige federatie doorging.
In juni 1994 won Flair het geünificeerde WCW International World Heavyweight Championship en WCW World Heavyweight Championship door Sting te verslaan. Flair werd eind 1996 wederom een vaandeldrager van 'The Four Horsemen' en kwam in opstand tegen de New World Order (nWo). Hij zou dat ook blijven doen in 1997. Hij en zijn kompanen overwonnen giganten als Hulk Hogan, Kevin Nash en Scott Hall - bekend als de stichters van nWo. Flair won nog twee keer het WCW World Heavyweight Championship en bemachtigde in totaal zes keer de wereldtitel voor WCW.
Ric Flair bleef actief in de WCW tot 2001. Het bedrijf werd overgenomen door WWF in oktober 2001.

### Terugkeer naar World Wrestling Federation/Entertainment (WWF/E) (2001-2009)

#### Rol als eigenaar van WWF (2001-2003)
Flair keerde in november 2001 terug naar WWF. Volgens de verhaallijn (kayfabe) was Flair mede-eigenaar van WWF, nadat Shane en Stephanie McMahon hun aandelen aan hem hadden verkocht. Uiteindelijk verloor hij zijn verworven eigendom aan hun vader Vince McMahon. In die periode kwam Flair meermaals in aanvaring met Stone Cold Steve Austin en was hij een 'slachtoffer' van The Undertaker bij WrestleMania X8 (2002). Later zorgde een juridisch geschil ervoor dat WWF een naamsverandering doorvoerde. Het bedrijf ging per 6 mei 2002 door het leven als WWE, de huidige naam.

#### Evolution (2003-2005)
Begin februari 2003 stichtte Flair in navolging van 'The Four Horsemen' een nieuwe, revolutionaire groep met de invloedrijke Hunter Hearst Helmsley. Deze extreem arrogante, maar razend populaire groep kreeg de naam 'Evolution' en bestond voorts uit Randy Orton en Dave Batista. Hij was voornamelijk mentor van een nog piepjonge Orton. Flair leidde hem als 'manager' op het scherm naar winst van het WWE Intercontinental Championship, tegen Rob Van Dam bij het evenement Armageddon in december 2003. Flair vergezelde Orton ten tijde van diens 'Legend Killer'-persona. Toen Orton in de zomer van 2004 uit de groep werd gegooid, werd Flair door Helmsley aangesteld als vaste begeleider van Batista. Samen met Batista won Flair tweemaal het WWE World Tag Team Championship, in 2003 en 2004. Flair won zelf één keer het WWE Intercontinental Championship als lid van de groep.

#### Latere verhaallijnen (2005-2008)

##### Ruzie met Edge & Mick Foley (2006)
Na de ontbinding van 'Evolution' maakte Flair meermaals zijn opwachting in nieuwe verhaallijnen. Hij bleef ook worstelen, ondanks zijn stijgende leeftijd. Eind 2005 kreeg Flair het aan de stok met Edge. Het resulteerde begin 2006 in een Tables, Ladders & Chairs-wedstrijd, die Flair verloor. Hij verloor ook het WWE Intercontinental Championship aan Shelton Benjamin, waardoor Flairs regeerperiode van 155 dagen ten einde was gekomen. Flair nam medio 2006 enige tijd vrij om te rusten en stapte daarnaast voor de derde keer in het huwelijksbootje. Hij keerde in juni 2006 terug om een verhaallijn te spelen met zijn rivaal Mick Foley, een partnerschap die hun non-fictieve vijandigheid uit het verleden weer oprakelde. Flair versloeg Foley bij het evenement Vengeance en een laatste keer bij het evenement SummerSlam in een "I Quit" match.
Daarna leefde Flair in onmin met de Spirit Squad. Op 5 november 2006 veroverde Flair het WWE World Tag Team Championship van Spirit Squad met Roddy Piper bij het evenement Cyber Sunday. Tijdens een aflevering van Raw op 13 november 2006 verloren Flair en Piper de titels aan Rated-RKO (Edge & Randy Orton). Op 26 november 2006 was Flair de enige overlevende bij het evenement Survivor Series, in een wedstrijd waarin hij zichzelf en de "oude garde" vertegenwoordigde, met name Faarooq Asaad (ter vervanging van een geblesseerde Piper), Dusty Rhodes en Sgt. Slaughter, tegen de Spirit Squad. Hij werkte rond deze tijd ook nauw samen met Kenny Dykstra. Flair verdween alweer van het scherm vanwege een nieuwe echtscheiding.

##### Tag team met Carlito (2007)
Flair begon toen samen te werken met Carlito nadat Flair zei dat Carlito "geen hart had". Flair versloeg Carlito in een wedstrijd waarna Carlito zich realiseerde dat Flair gelijk had. Flair en Carlito stonden tegenover Lance Cade en Trevor Murdoch. Flair en Carlito beoogden een kans op het World Tag Team Championship, maar werden verslagen. De twee werkten samen in het voorprogramma van WrestleMania 23 en versloegen het team van Chavo Guerrero en Gregory Helms. Na weken van conflict tussen Flair en Carlito, scheidden hun wegen.
Hij werd in juni 2007 overgeplaatst van de worstelshow Monday Night Raw naar Friday Night SmackDown als onderdeel van de WWE Draft van 2007. Hij bond heel even de strijd aan met Montel Vontavious Porter. Er volgde een hereniging met Batista. Samen zouden zij het opnemen tegen The Great Khali, maar hun alliantie was van korte duur. Na een onderbreking van drie maanden keerde Flair terug 26 november 2007 en sprak: "Ik zal nooit met pensioen gaan". Die laatste speech (jargon: promo) van Flair verwierf een legendarische status onder fans. Vince McMahon kondigde prompt aan dat de volgende wedstrijd die Flair verloor, zou resulteren in een gedwongen pensionering (NB: stoppen als worstelaar bij WWE).

#### Afscheid bij WrestleMania XXIV (2008)

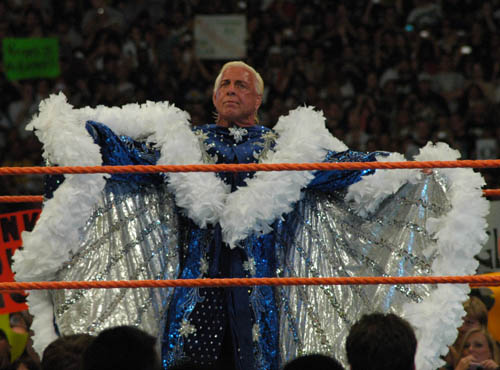
Intrede van Ric Flair op WrestleMania XXIV in 2008

Op 30 maart 2008 verloor Flair van "The Heartbreak Kid" Shawn Michaels bij WrestleMania XXIV, waardoor hij gedwongen werd te stoppen met worstelen, althans volgens de verhaallijn. De federatie had namelijk geen concrete plannen meer met Flair als worstelaar. Hij werd evenwel niet afgedankt en kreeg dus een waardig afscheid. Men hield vooral rekening met zijn toenemende leeftijd.
Michaels was aangedaan en reageerde zelfs zichtbaar geëmotioneerd toen hij Flairs periode als worstelaar voor WWE beëindigde. Op maandag 31 maart 2008 werd er in de ring afscheid genomen van Flair door alle toenmalige WWE-worstelaars en zijn oud-collega's. Na zijn ceremoniële afscheid als actieve worstelaar (voor de federatie) bleef Flair werken voor de WWE. Hij was geregeld te zien als gast tijdens de worstelshows Monday Night Raw en Friday Night SmackDown, alvorens in 2009 definitief WWE vaarwel te zeggen.

### Total Nonstop Action Wrestling (TNA) (2010-2011)

#### Fourtune, laatste wedstrijden & einde carrière
Flair keerde begin januari 2010 terug in de worstelwereld en tekende een contract bij Total Nonstop Action Wrestling (TNA). Hij begon als mentor van A.J. Styles en later werd hij de leider van een groep worstelaars genaamd Fourtune, ook wel 'Fortune'. Later verliet Flair de groep Fortune en sloot hij zich aan bij de groep van Hulk Hogan en Eric Bischoff, Immortal.
Hij heeft ondanks zijn reeds hoge leeftijd toch enkele wedstrijden geworsteld voor TNA. Samen met A.J. Styles nam Flair het op tegen Abyss en Hulk Hogan in zijn eerste wedstrijd, op 8 maart 2010. Hierna heeft Flair nog onder meer tegen Jay Lethal en Mick Foley geworsteld. Flair was in 2011 een headliner bij het pay-per-viewevenement Lockdown. Deze wedstrijd kreeg een beoordeling van vier sterren toegekend door Pro Wrestling Illustrated.
Zijn laatste officiële wedstrijd was een confrontatie met Sting, net als Flair een veteraan, tijdens een TNA-show op 12 september 2011. Flair scheurde echter zijn triceps af en stond daardoor 4 tot 6 maanden op non-actief. Van deze blessure zou Flair nooit meer voldoende herstellen. De toen 62-jarige Ric Flair besloot als dusdanig een punt te zetten achter een lange carrière.

## In worstelen
- Aanval en kenmerkende bewegingen
  - Diving knee drop
  - Figure four leglock
  - Chop block, usually as a setup for the figure four leglock
  - Elbow drop
  - Eye rake
  - Inside cradle
  - Inverted atomic drop
  - Knife–edged chop, usually with Flair shouting "Wooooooooo!"
  - Low blow
  - Roll–up while holding the opponent's tights or placing his feet on the ropes for extra leverage
  - Running jumping knee drop
  - Shin breaker, usually as a setup for the figure four leglock
  - Snapmare
  - Testicular claw
- Bijnamen
  - "(The) Nature Boy"
  - "The Dirtiest Player in the Game"
  - "The Man"
  - "The Limousine Ridin', Jet Flying, Kiss Stealin', Wheelin' Dealin', Son of a Gun"
  - "Space Mountain"
  - "The Sixty-Minute Man"
  - "Slick Ric"
- Managers
  - Debra
  - Sherri Martel
  - James J. Dillon
  - Hiro Matsuda
  - Woman
  - Bobby "The Brain" Heenan
  - Curt Hennig
  - Miss Elizabeth
  - Jimmy Hart
  - Arn Anderson
  - Ole Anderson
  - Babydoll
- Worstelaars managed
  - David Flair
  - Triple H
  - Batista
  - Randy Orton
  - The Big Show
  - Carlito
  - Stone Cold Steve Austin
  - Reid Flair

## Prestaties
- All Japan Pro Wrestling
  - NWA World Heavyweight Championship (1 keer)
- Central States Wrestling
  - NWA World Heavyweight Championship (1 keer)
- Mid-Atlantic Championship Wrestling - Jim Crockett Promotions - World Championship Wrestling
  - NWA World Heavyweight Championship (7 keer)
  - NWA Mid-Atlantic Heavyweight Championship (4 keer)
  - NWA Mid-Atlantic Tag Team Championship (3 keer; 1x met Rip Hawk, 1x met Greg Valentine en 1x met Big John Studd)
  - NWA Mid-Atlantic Television Championship (1 keer)
  - NWA Television Championship (1 keer)
  - NWA United States Heavyweight Championship (5 keer)
  - NWA World Tag Team Championship (3 keer; 2x met Greg Valentine en 1x met Blackjack Mulligan)
  - WCW World Heavyweight Championship (7 keer)
  - WCW International World Heavyweight Championship (2 keer)
  - WCW United States Heavyweight Championship (1 keer)
- National Wrestling Alliance
  - NWA World Heavyweight Championship (1 keer)
  - NWA Hall of Fame (Class of 2008)
- Pro Wrestling Illustrated
  - PWI Feud of the Year (1987) Four Horsemen vs. Super Powers & Road Warriors
  - PWI Feud of the Year (1988, 1990) vs. Lex Luger
  - PWI Feud of the Year (1989) vs. Terry Funk
  - PWI Match of the Year (1983) vs. Harley Race
  - PWI Match of the Year (1984) vs. Kerry Von Erich op Parade of Champions
  - PWI Match of the Year (1986) vs. Dusty Rhodes in The Great American Bash in een Steel Cage match
  - PWI Match of the Year (1989) vs. Ricky Steamboat in WrestleWar
  - PWI Most Hated Wrestler of the Year (1978, 1987)
  - PWI Rookie of the Year (1975)
  - PWI Wrestler of the Year (1981, 1984, 1985, 1986, 1989, 1992)
  - Professional Wrestling Hall of Fame and Museum
- St. Louis Wrestling Club
  - NWA Missouri Heavyweight Championship (1 keer)
  - NWA World Heavyweight Championship (1 keer)
  - St. Louis Wrestling Hall of Fame
- World Wrestling Federation / World Wrestling Entertainment
  - WWF Championship (2 keer)
  - WWE Intercontinental Championship (1 keer)
  - WWE World Tag Team Championship (3 keer; 2 keer met Batista en 1 keer met Roddy Piper)
  - WWF Royal Rumble (1992)
  - WWE Hall of Fame (Class of 2008)
  - Triple Crown Championship (13de)
  - Slammy Award
    - Match of the Year (2008) vs. Shawn Michaels in WrestleMania

  - Hall Of Fame inductee met The Four Horsemen